# Tapareo
Tapareo (ou Taparewo) est une localité du Cameroun située dans le département du Mayo-Kani et la Région de l'Extrême-Nord. Elle fait partie de la commune de Mindif et du canton de Mindif rural.

## Population
En 1976, la localité comptait 78 habitants, 6 Peuls et 72 Guiziga. 
Lors du recensement de 2005, 340 personnes y ont été dénombrées.